# Serraschiere
Il serraschiere (in lingua turca serasker, سرعسكر) dell'Impero ottomano era un gran visir nominato dal sultano comandante plenipotenziario di un'armata.

A seguito della riforma dell'esercito ottomano operata dal sultano Mahmud II, il serraschiere divenne uno specifico ufficio di governo che assommava in sé il ruolo di ministro della guerra e comandante in capo dell'esercito, occupando un ruolo sino a quel momento informalmente detenuto dal Agha dei giannizzeri (soppressi da Mahmud nel 1826 - v. Incidente di buon auspicio).
Tra i più famosi serraschieri si ricordano:
- Pargali Ibrahim Pascià, serraschiere di Solimano il Magnifico all'Assedio di Vienna (1529)